# عصام عماد
عصام یحیی عماد (به عربی: عصام علي يحيى العماد) محقق علوم اسلامی، و مذهب وی وهابیت بود و در اثبات کفر شیعه کتاب اصله بین الاثنی عشریه و فرق الغلاه را نوشت ولی با مطالعه کتب فراوان شیعه شد و سپس کتاب رحلت من از وهابیت به دوازده امامیت رو نوشته است. او شیعه‌شناس، متخصص در علم رجال و حدیث و تاریخ، مدرس مجمع جهانی اهل بیت و فارغ‌التحصیل دانشگاه مذاهب عربستان سعودی است.
او هم‌اکنون به دلیل شیعه شدن مورد تکفیر وهابیون و ضد حقیقت ها است.

## زندگی
عصام العماد، در خانواده‌ای وهابی مذهب در یمن به دنیا آمد. او پس از مدتی با مذهب شیعه اثنا عشری آشنا شد و به این مکتب گروید او به‌عنوان یک مستبصر هم‌اکنون فعالیت می‌کند.

## مناقشات
گروهی به بیانات او که در برنامه‌ی «ماه عسل» ذکر کرده، خرده گرفته و آن را نادرست می‌دانند. عصام العماد در آن برنامه اعلام کرد که "دانشجویان وهابی" سخنرانی‌هایی بر علیه علی (خلیفه‌ی اول شیعیان) داشته‌اند.